# Saulkalne (przystanek kolejowy)
Saulkalne (ros. Саулкалне) – przystanek kolejowy w miejscowości Saulkalne, w gminie Salaspils, na Łotwie. Położony jest na linii Ryga - Dyneburg.
Przystanek został otwarty w 1931.